# Municipio de May Day
El municipio de May Day (en inglés, May Day Township) es una subdivisión administrativa del condado de Riley, Kansas, Estados Unidos. Según el censo de 2020, tiene una población de 86 habitantes.
Abarca una zona exclusivamente rural.

## Geografía
Está ubicado en las coordenadas 39°31′51″N 96°52′15″O / 39.53083, -96.87083. Según la Oficina del Censo de los Estados Unidos, tiene una superficie total de 81.04 km², de la cual 81.01 km² corresponden a tierra firme y 0,03 km² es agua.

## Demografía
Según el censo de 2020, había 86 personas residiendo en la zona. La densidad de población es de 1,06 hab./km². El 94.19 % de los habitantes son blancos, el 1.16 % es amerindio, el 1.16 % es de otra raza y el 3.49% son de una mezcla de razas. Del total de la población. el 1,16 % es hispano o latino.

## Gobierno
El municipio es gobernado por una junta de tres miembros: un clerk (secretario), un tesorero y un trustee (administrador).